# Лунев, Виссарион Вахтангович
Лунев Виссарион Вахтангович (род. 12 сентября 1988, Москва) — российский футболист и тренер.

## Биография
В футболе с девяти лет. Начинал в ФК «Мелодия» г. Апрелевка. В 12 лет прошел отбор в футбольную школу ЦСКА Москва, тренер Михаил Васильевич Христич, также проходил обучение у Вячеслава Викторовича Чанова.
Играл за такие московские детские футбольные школы, как: «Строгино», «Салют», «Москвич». Индивидуально обучался у тренера вратарей Пшеничникова Юрия Павловича, Кахиани Геннадия Автондиловича и Васильева Михаила Васильевича.
В 2018—2019 гг. работал в тренерском штабе Лихачева Михаила Викторовича в Сборной России по пляжному футболу, Молодёжной Сборной России по пляжному футболу и ПФК «Спартак» Москва. Главными воспитанниками Виссариона становятся будущий Чемпион мира Денис Пархоменко и бронзовый призёр Чемпионата Мира Павел Баженов.
В декабре 2021 г. приглашен в тренерский штаб Владимира Анатольевича Щербака в главную команду Футбольной Академии Чертаново Москва. Команда успешно заканчивает сезон 2021—2022 гг., проводит плодотворные сборы в Турции зимой 2022 г, после чего начинает сезон 2022—2023 гг. лиги ФНЛ 2. В середине сезона в тренерском штабе происходят изменения и главным тренером становится Чикишев Сергей Николаевич, команда продолжает сезон, в течение которого воспитанник Чертаново Александр Родионов показывает отличные результаты.

## Образование
В 2016 году окончил Московский институт физической культуры и спорта по специальности педагог по физической культуре, позже получил Высшую педагогическую категорию.
В 2016 году получил Лицензию С.
В 2020 году проходил обучение у Кафанова Виталия Витальевича, получил Лицензию А (вратари).
КМС 2008г и 2016г;

## Профессиональная карьера
Футболист, амплуа — вратарь;
- ПФК «Дмитров» — 2008г;
- ФК «Нара-ШБФР» — 2009г;
- ФК «Зеленоград» — 2010г;
- ПФК «Спартак» — 2019г;
- ПФК «Элмонт» — 2021г;
- ПФК «Росич» — 2021г;

## Достижения
Клубные достижения
- Бронзовый призёр Чемпионата России 2018;
- Серебряный призёр Чемпионата России 2019;
- Финалист Кубка России 2019;
- Серебряный призёр Клубного Чемпионата Мира 2019;
- Серебряный призёр Чемпионата России 2020;
- Бронзовый призёр Кубка России 2020 г.

Тренерские достижения
- Лучший вратарь Чемпионата России 2019;
- Лучший вратарь Кубка России 2019
- Бронзовый призёр Чемпионата Мира 2019;
- Лучший вратарь Чемпионата России 2020;